# 山田美葉
山田 美葉（やまだ みよう、1976年9月11日 - ）は、千葉県出身（育ちは群馬県太田市）の女子ソフトボール選手（捕手・内野手（三塁手））。元日立高崎所属。2000年シドニーオリンピック銀メダリスト。本名は千葉美葉。

## 経歴
父親が野球をしていた影響でソフトボールを始める。幼い頃から毎日欠かさず素振りを100回していた。
足利学園高校（3年生時に白鷗大学足利高校に校名変更）を卒業後、宇津木妙子監督が指揮する日立高崎に入団。パンチ力のある打撃に加え、強肩、柔軟な配球で数々の優勝に貢献。
2000年シドニーオリンピックでは、打率.348・本塁打1・二塁打1とチームトップの成績を収め、銀メダル獲得に貢献。
現在は主婦の傍ら、高山樹里とソフトボール教室を開いている。

## 詳細情報

### 日本リーグ個人表彰
- 1995年 - ベストナイン賞（三塁手）※打率.292
- 1999年 - 本塁打王、ベストナイン賞（捕手）※本塁打4
- 2001年 - ベストナイン賞（捕手）※打率.311

### 国際大会
- 1995年 - 世界ジュニア選手権：2位
- 1998年 - 世界選手権：3位
- 1998年 - アジア競技大会：2位
- 2000年 - シドニーオリンピック：2位

### 国内大会
- 1995年 - 日本リーグ：優勝
- 1996年 - 全日本総合選手権：優勝
- 1997年 - 日本リーグ：優勝
- 1997年 - 全日本総合選手権：優勝
- 1997年 - 国体：優勝（この年は三冠達成）
- 2001年 - 全日本総合選手権：優勝